# Rhythm of Love
Rhythm of Love je třetí studiové album australské zpěvačky Kylie Minogue, vydané 12. listopadu 1990 hudebním vydavatelstvím PWL a Mushroom Records. Nahráno bylo na jaře a v létě roku 1990 v Londýně a Los Angeles. Stock, Aitken & Waterman představovali hlavní producenty alba, kteří na desce spolupracovali s novými producenty a spolupracovníky včetně Keitha Cohena, Stephena Braye a Michaela Jaye.

## Seznam skladeb
| Pořadí | Název                      | Autor                                    | Producent(i)          | Délka |
| ------ | -------------------------- | ---------------------------------------- | --------------------- | ----- |
| 1.     | Better the Devil You Know  | Mike Stock, Matt Aitken, Pete Waterman   | Stock Aitken Waterman | 3:55  |
| 2.     | Step Back in Time          | Stock, Aitken, Waterman                  | Stock Aitken Waterman | 3:05  |
| 3.     | What Do I Have to Do       | Stock, Aitken, Waterman                  | Stock Aitken Waterman | 3:44  |
| 4.     | Secrets                    | Stock, Aitken, Waterman                  | Stock Aitken Waterman | 4:05  |
| 5.     | Always Find the Time       | Stock, Aitken, Waterman, Rick James      | Stock Aitken Waterman | 3:36  |
| 6.     | The World Still Turns      | Kylie Minogue, Michael Jay, Mark Leggett | Jay                   | 4:00  |
| 7.     | Shocked                    | Stock, Aitken, Waterman                  | Stock Aitken Waterman | 4:48  |
| 8.     | One Boy Girl               | Minogue, Willie Wilcox                   | Keith Cohen           | 4:35  |
| 9.     | Things Can Only Get Better | Stock, Aitken, Waterman                  | Stock Aitken Waterman | 3:57  |
| 10.    | Count the Days             | Minogue, Stephen Bray                    | Bray, Cohen           | 4:20  |
| 11.    | Rhythm of Love             | Minogue, Bray                            | Bray, Cohen           | 4:17  |